# Lofsdalen
Ej att förväxla med Lofsdal, en by i Pargas.
Lofsdalen är en fjällby och småort i Linsells distrikt (Linsells socken) i Härjedalens kommun i Jämtlands län (Härjedalen). Orten är belägen på norra sidan av sjön Lofssjön. 
Lofsdalen är ett av de mest besökta turistområdena i kommunen. Skidanläggningen har 25 nedfarter och 9 liftar (varav två sexstols expressliftar; en standard byggd 2006 samt en byggd 2013 med både huvar och svajningsdämpare för ökad komfort vid hård vind) på fjället Hovärken. 122 kilometer längdspår finns i området, samt 160 kilometer leder för snöskoteråkning.

## Historia

### Etymologi
Flera platser i Lofsdalens omgivningar bär namn uppkomna under pilgrimstiden. Hovärken ska komma av ordet "hogvärk". Fjället kan ses på miltals avstånd och gav pilgrimerna "kraft i hågen" att fortsätta vandringen. Fruhogna ska ha fått sitt namn av en kvinnlig pilgrim som eventuellt födde barn invid detta fjäll (eller alternativt efter "Vår fru", ett namn för jungfru Maria). Bokån, som rinner strax bakom Fruhogna, ska ha fått namnet då en präst tappade sin bok i ån när han vadade över.
Även namnet Lofsdalen sägs ha kommit av pilgrimernas "lovsånger till Gud", med utsikten över Lofsdalens dalgång efter en strapatsfylld vandring över fjället, och pilgrimerna kunde samlas till gudstjänst i Rombovallen.

### Pilgrimstid
Vid Rombovallen några kilometer väster om Lofsdalen, på vägen mot Strådalen, finns en gammal gravplats som är markerad med stenar och ligger enligt sägnen två präster (eller en präst och en domare) begravna. De ska ha varit pilgrimer på vandring mot, eller från, Olav den heliges grav i norska Trondheim (Nidaros). 
Rombovallen är belägen vid en över 1 000 år gammal väg som band samman Trondheimsområdet i Norge med Mälardalen i Sverige. Från det att Norges kung Olav Haraldsson dog i slaget vid Stiklastad år 1030 och förvandlades till Sankt Olav (Olav den helige), blev vägen flitigt brukad av tusentals pilgrimer som gick för att besöka hans grav i Trondheim. Dessa vandringar fortgick en bit in på 1500-talet då pilgrimsvandringar förbjöds. I Rombovallen ska ett kors varit rest liksom en stuga (själastuga) där pilgrimerna kunde vila sig efter en lång slitsam vandring över fjället. Det sägs också att det funnits en munk sommartid för att vara pilgrimerna behjälpliga. Idag finns åter en stuga och ett kors rest på platsen. Vägen syns än idag på sina ställen uppe på fjället.

### Bygden
Lofsdalen ska vara en av de tidigare bebyggda platserna i Härjedalen och befolkades från Lillhärdal. I Lillhärdal fanns det länge bevarat ett gammalt dokument från 1426 om ett markköp i Lofsdalen, i vilket den förste till namnet kände personen med anknytning till Lofsdalen finns omnämnd. Fram till 1695 tillhörde Lofsdalen Lillhärdals socken, så för kyrkobesök krävdes en sex mil lång färd över fjället till Lillhärdal. Där fanns gravplats och det förväntades att folket åtminstone en gång per år skulle besöka kyrkan. De två äldsta gårdarna i byn är den genom regleringen av Lofssjön försvunna "Ol-Ers" och "Väst i gåla".
Lofsdalen kom efter Lillhärdal att tillhöra Svegs socken. Vägen dit var inte kortare och efter en tid begärdes tillsammans med några andra byar att få bygga kyrka i Linsell. Detta beviljades och 1778 stod kyrkan färdig, varefter Lofsdalen fick halverat avstånd till närmsta kyrka. 1791 blev Linsell egen socken.

### Krigstider
Härjedalen och därmed också Lofsdalen var fram till freden i Brömsebro 1645 en del av Norge. Tiden från Det Nordiska Sjuårskriget och ungefär hundra år framåt innebar för Härjedalen och Lofsdalen svåra tider av krig och umbäranden. Byar brändes och skövlades, även Lofsdalen brändes. Folket flydde upp i fjällen eller in i Norge, än hörde det till Sverige och än till Norge.

### Vägen
1767 genomfördes en syning av den rid- och klövjeväg som fanns mellan Lofsdalen och Linsell. Till följd av vägens skick behövdes broar (kavelbroar) på femtedelen av vägen.
1880 började en allmän kärrväg att brytas mellan Linsell och Glöte, och året därpå till Lofsdalen, som stod klar 1887 varefter folket kunde börja ta sig fram med häst och kärra till Lofsdalen. Erik Modin, som var präst i Linsell under slutet på 1800-talet, beskrev dock vägen som rent av livsfarlig att färdas på sommartid.
1896 beslöts det att ny landsväg skulle byggas, och 1900–1901 byggdes landsvägen mellan Linsell och Glöte. Först 1931 byggdes den sista vägsträckan mellan Glöte och Lofsdalen klar. Några år tidigare (1923) hade också en vägförbindelse västerut mot Högvålen tillkommit.

## Befolkningsutveckling
| Befolkningsutvecklingen i Lofsdalen 1995–2015 | Befolkningsutvecklingen i Lofsdalen 1995–2015 | Befolkningsutvecklingen i Lofsdalen 1995–2015 | Befolkningsutvecklingen i Lofsdalen 1995–2015 | Befolkningsutvecklingen i Lofsdalen 1995–2015 |
| --------------------------------------------- | --------------------------------------------- | --------------------------------------------- | --------------------------------------------- | --------------------------------------------- |
|                                               |                                               |                                               |                                               |                                               |
| År                                            |                                               |                                               | Folkmängd                                     | Areal (ha)                                    |
| 1995                                          | 1995                                          |                                               | 113                                           | 57#                                           |
| 2000                                          | 2000                                          |                                               | 101                                           | 60#                                           |
| 2005                                          | 2005                                          |                                               | 85                                            | 59#                                           |
| 2010                                          | 2010                                          |                                               | 116                                           | 67#                                           |
| 2015                                          | 2015                                          |                                               | 124                                           | 304#                                          |
| Anm.: # Som småort.                           |                                               |                                               |                                               |                                               |